# KXVO
KXVO（仮想チャンネル15・UHFデジタルチャンネル29）は、アメリカ・ネブラスカ州オマハにライセンス供与され、アイオワ州カウンシルブラフスにもサービスを提供しているTBD (テレビネットワーク)運営のテレビ局。ミッツ・テレキャスティング・カンパニー（Mitts Telecasting Company）が所有しており、FOX・CWの共同系列局であるKPTM（チャンネル42）を所有するシンクレア・ブロードキャスト・グループは、ローカルマーケティング契約（LMA）に基づいて当局を運営している。両局はオマハのファーナム・ストリートにあるスタジオを共有しているが、KXVOの送信所はグレトナ (ネブラスカ州)と州間高速道路80号線（I-80）の南にあるフラッグ・ロードにある。

## 歴史
KXVOは、1995年1月11日に開局したThe WBの系列局として、同年6月11日に開局した。元々、ココラ・ブロードキャスティングが所有していたが、ローカルマーケティング契約に基づいてパッパス・テレキャスティングが運営していた。暫定的な6ヶ月間、オマハはシカゴに本拠を置く全国スーパーステーションのWGNを介してケーブルおよび衛星プロバイダーを介してThe WBにアクセスした。ココラは2000年にミッツ・テレキャスティング・カンパニー（以下、「ミッツ」）に当局を売却し、ミッツはパッパスとのLMAを保持した。
2006年1月24日、CBSコーポレーションとタイム・ワーナーは、The WBとUPNが同年9月の放送を終了し、番組編成を統合して「CWテレビジョンネットワーク（The CW）」と呼ばれる新しい「5番目の」ネットワークを形成すると発表した。このネットワーク名は、親会社であるCBS（UPNの親会社）とタイム・ワーナーのスタジオ&ネットワーク部門子会社であるワーナー・ブラザース・エンターテイメント（Warner Bros. Entertainment）の頭文字を表している。2006年4月、KXVOはThe CWとの提携契約を発表し、同年9月18日に同ネットワークが開始された際に当局で放送を開始した。
2009年1月16日、姉妹局のKPTMを含むいくつかのパッパス所有の放送局が、合衆国倒産裁判所の承認を受けた後、ニュース・ワールドTVグループ（New World TV Group）に売却されることが発表された。KXVOとKPTMの間のLMAは、取引が成立した後も継続した。
タイタンTVブロードキャスト・グループ（Titan TV Broadcast Group）は、2013年6月3日に、KPTMおよびKXVOを使用したLMA（売却後もミッツの所有権を維持）を含む殆どの放送局をシンクレア・ブロードキャスト・グループに売却したことを発表した。シンクレアは同年10月3日に売却の終了を発表した。
2009年から2018年まで、KXVOは、オマハから52マイル（84km）に位置する州都リンカーンにもサービスを提供し、リンカーンは別の市場にあるが、放送とケーブルをカバーしていた。リンカーンが独自のWB・CW系列であるKCWL-TV（The WB 100+及びThe CW Plusサービスを提供）を受け取った後も、リンカーン〜ヘイスティングズ〜カーニー市場の東部でケーブルで運ばれ、KCWLがFOX系列のKFXL-TVになった後も、全国のThe CW Plusフィード（市場の西部で運ばれた）の代わりに殆どのリンカーンケーブルシステムに残っていた。2018年10月、グレイ・テレビジョンが所有するリンカーンのKCWH-LD（The CW Plusを介して）がその市場のCW系列を引き継いだ後、KXVOはリンカーンのSpectrum (テレビサービス)システムから削除され、KCWHがチャンネル15で置き換えられた。

## ニュース放送
元々、「All Entertainment, All the Time（全てのエンターテイメントを、全ての時間に）」というブランドだったが、KPTMが所有局用にニュース部門を構築したため、ニュースの優先度は低くなった。1990年代後半から2000年代初頭にかけて、18:00にKPTMから60秒間の「ニュースアップデート（news updates）」を放送し、後座の21:00のニュースの告知をした。2001年、全国ニュース番組と競合するため、KPTMから17:30のニュースを放送する計画を開始した。同年9月11日の同時多発テロとそれに伴う景気後退の後、これらの計画は保留され、最終的には放棄された。しかし、テロの翌日、CNNヘッドラインニュースから継続的なニュース報道を放送した。

### 『The KXVO 15 10 O'Clock News』とパンプキンダンス
2005年12月、KPTM（この時はオマハの三大局と競合）が制作した『The KXVO 15 10 O'Clock News』と呼ばれる22:00からの30分間のニュース番組を開始させた。同年4月、元MTVビデオジョッキーでリアリティ番組ホストのブライアン・マクファイデンがアンカーを務めるために雇われたが、数か月後にカレントTVに番組を残した。
2006年8月下旬、コメディアンでセカンド・シティ・トレーニングセンター卒業生のマット・ガイラー（Matt Geiler）は、『The KXVO 15 10 O'Clock News』のアンカーに指名され、この時点で、ニュースコンテンツ（KPTMスタッフが提供）とスケッチ・即興コメディーのハイブリッドとなる。代表的な例の1つとして、同年のハロウィーン版で起きた。ガイラーは、事前収録された同番組の終盤のコーナーで、黒いユニタードとジャック・オー・ランタンのマスクを被り、テレビ画面上で墓地の画像が映し出されているクロマキーの前で、いわゆる「パンプキンダンス（Pumpkin Dance）」を踊った。『The KXVO 15 10 O'Clock News』は2007年4月に終了されたが、この「パンプキンダンス」は、当局のプロデューサーが本放送後にYouTubeにアップロードし、その10年後にBuzzFeedやハフポスト、その他のウェブサイトで発見されたことで、季節限定のバイラル・ビデオやインターネット・ミームとして長続きした。
また、日本では、2021年6月11日に公開された映画「機動戦士ガンダム 閃光のハサウェイ」に登場する、オエンベリ軍の別働隊であり「マフティー・ナビーユ・エリン」を騙ったハイジャッカーに似ていることから、主題歌の［Alexandros］「閃光」をBGMに、同映像を編集かつ早回しした「連邦に反省を促すダンス」や「マフティーダンス」などと題したコラージュ動画がTwitterやYouTube、ニコニコ動画などにアップロードされている。2021年の「ガジェット通信 アニメ流行語大賞」にて、「○○に反省を促すダンス」として銅賞を受賞した。

## デジタルテレビ

### デジタルチャンネル
デジタル信号は多重化されている。
| チャンネル | 解像度 | アスペクト比 | PSIPショートネーム | 番組編成                          |
| ---------- | ------ | ------------ | ------------------ | --------------------------------- |
| 15.1       | 480i   | 16:9         | TBD                | TBD (テレビネットワーク)          |
| 15.2       | 480i   | 16:9         | Stadium            | スタジアム (スポーツネットワーク) |
| 15.3       | 480i   | 16:9         | Charge!            | チャージ! (テレビネットワーク)    |

2008年10月、KAZO-LPはTuVisionを廃止し、オマハのKXVO15.2チャンネルとアイオワ州スーシティのKMEG14.2チャンネルで同時放送されたアステカ・アメリカ番組編成に戻った。この頃、KAZO-LPでのアナログ送信は一時的に停止したが、2009年10月にアナログチャンネル57の信号が再び放送された。KAZO-LPは、同年秋後半に完全に終了し、KXVO-DT2ステーションIDにリストされなくなった。2010年春までに、KMEG-DT2はKXVO-DT2からスピンオフされ、スーシティ地域に独自のローカルフィードがあった。KXVO-DT2は、KAZO 57としてオマハ地域のディレクTVのローカル放送局パッケージで運ばれる。ディッシュ・ネットワークは当局を運ばない。コックスは以前にアナログチャンネル68でKAZO-LPを伝送していたが、当局がTuVision系列になった2007年に削除し、翌年にアステカ・アメリカに戻ったときにローカル信号を復元しなかった。2010年6月にKPTM-DT3にエストレラTVが追加されるまで、アステカ・アメリカはオマハで無線で利用できる唯一のスペイン語ネットワークだった。2013年の終わりか2014年の初めに、アステカはディスTVを支持して削除した。
2017年には、KXVOサブチャンネルのラインナップが全て変更された。シンクレアのTBD (テレビネットワーク)が15.2チャンネルでディスTVに、シンクレアのアクションチャンネルであるチャージ! (テレビネットワーク)が15.3チャンネルでグリット (テレビネットワーク)をそれぞれ置き換えた。同年9月6日、15.4チャンネルはスタジアム (スポーツネットワーク)で放送を開始した。
2021年9月20日、TBDの所属はメインチャンネルに移動し、The CW（同日に所属をKPTM-DT3に移動）に取って代わった。同日、スタジアムの所属はDT4からDT2に移動し、サブチャンネルを閉鎖した。

### アナログ-デジタル変換
KXVOは、連邦政府が義務付けたアナログからデジタルテレビへの移行の一環として、2009年6月12日にUHFチャンネル15を介してアナログ信号を終了した。当局のデジタル信号は、移行前のUHFチャンネル38に残り、プログラム及びシステム情報プロトコル（PSIP）を使用してKXVOの仮想チャンネルをデジタルテレビ受信機で「15」として表示した。